# Óscar Almaraz Smer
Oscar De Jesús Almaraz Smer (Ciudad Victoria, Tamaulipas; 13 de marzo de 1968) es un político y contador público mexicano, miembro del Partido Acción Nacional (PAN). Se desempeñó como presidente municipal de Victoria, Tamaulipas. Fue diputado federal en el 2021, para la LXV Legislatura del Congreso de la Unión de México.

## Biografía
Realizó una licenciatura como contador público por la Universidad Autónoma de Tamaulipas.
Entre 2011 y 2013 se desempeñó como diputado local del Partido Revolucionario Institucional (PRI) en la LXI Legislatura del Congreso de Tamaulipas. En las Elecciones estatales de Tamaulipas de 2016, ganó la presidencia municipal de Victoria, Tamaulipas, cargo que mantuvo entre 2016 y 2018.
Renunció al Partido Revolucionario Institucional en 2021 y fue candidato del Partido Acción Nacional a diputado federal por el Distrito 5 de Tamaulipas en las elecciones de 2021, resultando electo a la LXV Legislatura que concluirá en 2024. Ocupa los cargos de secretario de la comisión de Federalismo y Desarrollo Municipal; es integrante de las comisiones de Asuntos Migratorios y Presupuesto y Cuenta Pública.